# Láska sborová
Láska sborová (v anglickém originále Glee, Actually) je desátá epizoda čtvrté série amerického hudebního televizního seriálu Glee a v celkovém pořadí sedmdesátá šestá epizoda, stejně jako třetí epizoda s vánoční tematikou tohoto seriálu. Scénář k ní napsal Matthew Hodgson, režíroval ji Adam Shankman a poprvé se vysílala ve Spojených státech dne 13. prosince 2012 na televizním kanálu Fox.

## Příběh

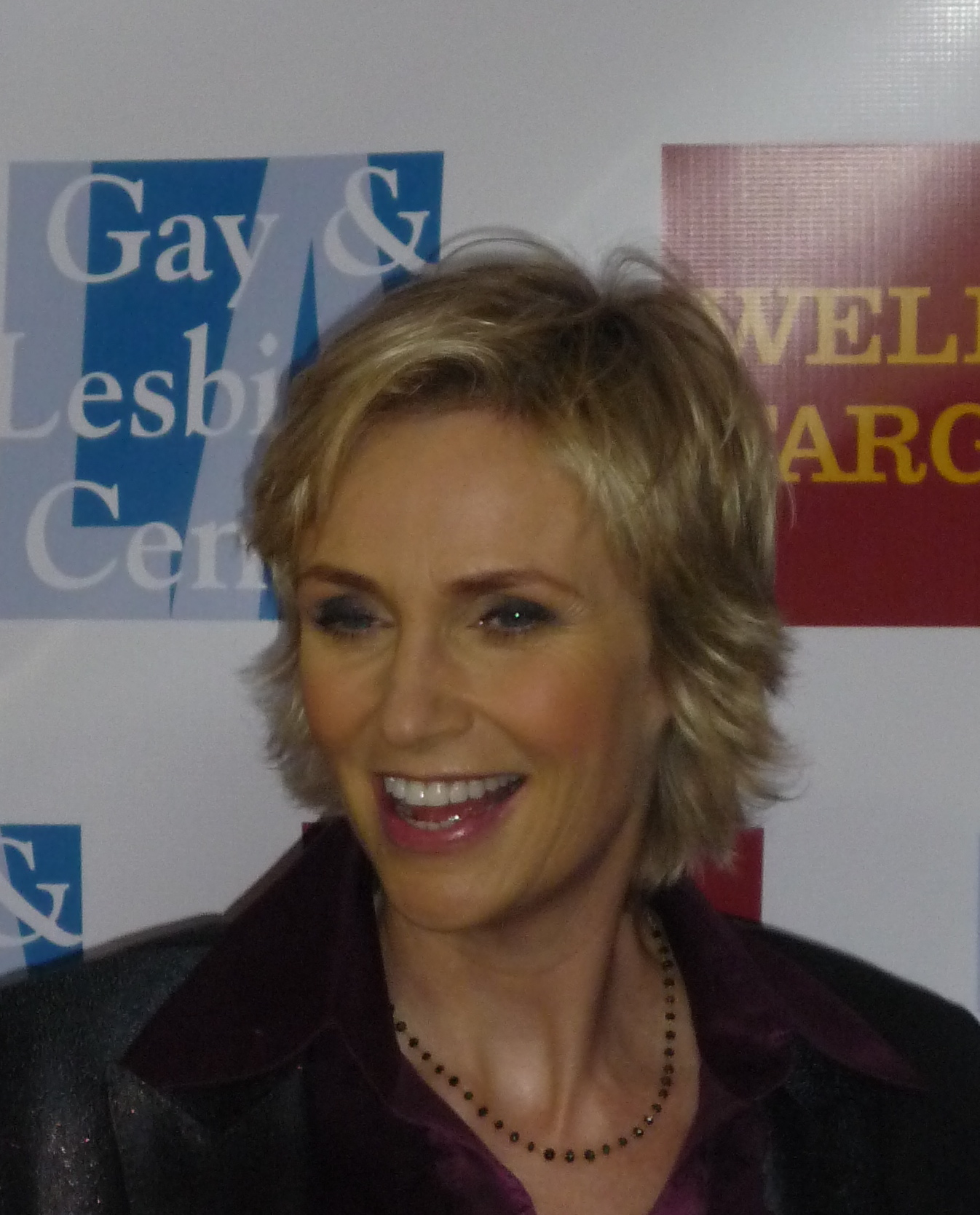
V této epizodě Sue Sylvester (Jane Lynch) významně pomůže rodině Roseových

Artie Abrams (Kevin McHale) se zraní na zledovatělé rampě pro vozíčkáře na McKinleyově střední škole. Finn Hudson (Cory Monteith) mu pomáhá a doprovází ho do školní ošetřovny mu pomáhá ke školní zdravotní sestře, kde mu Artie řekne, že si přeje, aby se nehoda, díky které je na vozíčku, nikdy nestala. Artie ve školní ošetřovně usne a vstupuje do snové sekvence. V jeho snu, jak mu vysvětlil jeho průvodce Rory Flanagan (Damian McGinty), již nebyl Artie odkázán na vozíček a má to za výsledek mnoho událostí. Sbor nebyl nikdy založen a z Willa Schuestera (Matthew Morrison) se stal neovladatelný alkoholik, kterého využívá jeho manželka Terri Schuester (Jessalyn Gilsig). Kurt Hummel (Chris Colfer) je šikanován sportovci – včetně několika členů sboru – kvůli své homosexualitě a výsledkem toho nikdy nedokončil střední školu. Rachel Berry (Lea Michele) pracuje jako knihovnice ve školní knihovně, protože nikdy neměla šanci stát se hvězdou. Artie shromáždí sbor ve složení, jakém ho zná a zpívá „Feliz Navidad“ ve snaze inspirovat je, aby založili sbor, ale nezdaří se mu to. Později Rory řekne Artiemu, že se Quinn Fabray (Dianna Agron) nikdy nepodařilo uzdravit z její dopravní nehody, protože „Quinn současně píše zprávy a řídí za každé situace“ a protože neměla žádnou podporu od přátel, tak zemřela na zlomené srdce. Rory vysvětluje Artiemu, že Artie-vozíčkář je srdcem a duší sboru a Artie se ze snu probouzí s lepším posouzením své role ve sboru.
Burt Hummel (Mike O'Malley) překvapí Kurta a Rachel tím, že se objeví v jejich newyorském bytě. Burt povídá Rachel o významu Vánoc v Kurtově životě, zvláště po smrti Kurtovy matky. Rachel jde na plavbu, zatímco Hummelovi chodí po New Yorku. Burt přiznává Kurtovi, že má rakovinu prostaty, ale byla mu diagnostikována v raném stadiu a jeho šance na přežití jsou vysoké. Burt poté Kurta znovu překvapí, když mu řekne, že zaplatil Blainovi Andersonovi (Darren Criss) cestu do New Yorku, aby s nimi strávil Vánoce. Kurt a Blaine spolu mají nepříjemné, ale srdečné setkání a společně zpívají „White Christmas“. Po návratu do bytu, Burt, Kurt a Blaine pokračují v některých rodinných vánočních tradicích a mají vánoční večeři.
Puck (Mark Salling) pozve Jaka Puckermana (Jacob Artist), aby s ním jel do Los Angeles. Puck se snaží na Jaka zapůsobit životním stylem, kterým tady žije a vezme ho do přepychového domu s bazénem, o kterém říká, že zde přechodně bydlí, ale když se vrací pravý majitel domu a vyhazuje je, tak se Puck přizná, že mu ohledně svého způsobu života lhal. Bratři se vrací do Limy a později mají společně Chanuka večeři v BreadstiX, společně i se svými matkami. Ze začátku večeře není nálada zrovna skvělá, protože se jejich matky vzájemně nesnáší, ale Puck a Jake přesvědčí své matky, že všichni čtyři mají jednu společnou věc: ten samý muž dostal každého z nich do složité situace. Ženy si začnou povídat a později si i začnou rozumět. Puck řekne Jakovi, že během své nové práci na scénáři zůstane v Limě.
Brittany Pierce (Heather Morris) a Sam Evans (Chord Overstreet) si vzájemně prozradí, že věří na mayskou apokalypsu v roce 2012. Brittany věří, že svět skončí, vybere všechny své úspory a dá svým přátelům drahé dárky a Sam požádá Brittany o ruku. Trenérka Beiste (Dot-Marie Jones) vede svatební obřad. Když apokalypsa nenastane, jak předpokládali, tak si Sam a Brittany uvědomí, že jsou stále manželé a setkávají se s trenérkou Beiste v BreadstiX, aby ji požádali o pomoc. Beiste jim prozradí, že ve skutečnosti není způsobilá vykonávat svatby a tím pádem nejsou oficiálně manželé. Důvod, proč to udělala byl takový, že nechtěla, aby se doopravdy vzali. Brittany i Sam jsou zklamáni, že svět neskončil, protože během času, kdy mysleli, že skončí, tak je to nutilo být hodní na ostatní lidi. Beiste tedy rychle přijde s příběhem, že archeolog jménem Indiana Jones našel důkaz, že svět může skončit v roce 2014, což oba potěší, protože věří, že budou mít čas říci všem, jak se cítí.
Poté, co nedokázala překvapit Becky Jackson (Lauren Potter) se svými vánočními dárky, tak si Sue Sylvester (Jane Lynch) vytáhne jméno Millie Rose (Trisha Rae Stahl) v události Tajný Santa, která se drží mezi učiteli a personálem na McKinleyově střední. Sue neví, jaký dárek jí má dát a zaslechne konverzaci mezi Millie a její dcerou Marley Rose (Melissa Benoist). Marley chce mít vánoční stromeček a alespoň několik dárků, ale Millie ji vysvětlí, že musí šetřit peníze, aby zaplatili pro Marley poradce specializujícího se na poruchy příjmu potravy. Poté, co to Sue uslyší, tak se té noci vkrade do domu Roseových a tajně tu ponechává vánoční stromeček, několik dárků a peníze, aby zaplatili poradce pro Marley. Becky prozradí Millie, že za tímto překvapením stála Sue a Millie trvá na tom, že jí peníze vrátí, ale Sue je odmítá přijmout. Millie poté přivádí Sue do školní haly, kde pro ní několik členů sboru včetně Marley zpívá „Have Yourself a Merry Little Christmas“ a v souzvuku se k nim připojí čtyři členové sboru v BreadstiX a dva zpívající v bytě v New Yorku.

## Seznam písní
- „Feliz Navidad“
- „White Christmas“
- „Hanukkah, Oh Hanukkah“
- „Jingle Bell Rock“
- „The First Noël“
- „Have Yourself a Merry Little Christmas“

## Obsazení
| Chris Colfer      | Kurt Hummel           |
| Darren Criss      | Blaine Anderson       |
| Jane Lynch        | Sue Sylvester         |
| Kevin McHale      | Artie Abrams          |
| Lea Michele       | Rachel Berry          |
| Cory Monteith     | Finn Hudson           |
| Heather Morris    | Brittany Pierce       |
| Matthew Morrison  | William Schuester     |
| Chord Overstreet  | Sam Evans             |
| Amber Riley       | Mercedes Jones        |
| Naya Rivera       | Santana Lopez         |
| Mark Salling      | Noah „Puck“ Puckerman |
| Harry Shum mladší | Mike Chang            |
| Jenna Ushkowitz   | Tina Cohen-Chang      |

## Natáčení
Hostující hvězda Aisha Tyler se v této epizodě objevuje jako matka Jaka Puckermana. Mezi vedlejší postavy, které se objevují v této epizodě, patří Kurtův otce Burt Hummel (Mike O'Malley), Willova bývalá manželka Terri Schuester (Jessalyn Gilsig), bývalý člen sboru Rory Flanagan (Damian McGinty), fotbalová trenérka Shannon Beiste (Dot Jones), členové sboru Joe Hart (Samuel Larsen), Marley Rose (Benoist), Jake Puckerman (Jacob Artist), Kitty Wilde (Becca Tobin) a Ryder Lynn (Blake Jenner), roztleskávačka Becky Jackson (Lauren Potter), Puckova matka (Gina Hecht) a Marleyina matka, jejíž jméno Millie je v této epizodě prozrazeno (Trisha Rae Stahl).
Tato epizoda obsahuje šest písní a všechny jsou obsaženy na soundtrackovém albu Glee: The Music, The Christmas Album, Volume 3. Písně jsou „Feliz Navidad“ od José Feliciany v podání Kevina McHala, „White Christmas“ od Irvinga Berlina v podání Darrena Crisse a Chrise Colfera, tradiční píseň „Hanukkah, Oh Hanukkah“ v podání Jacoba Artista a Marka Sallinga, „Jingle Bell Rock“ od Bobbyho Helmse v podání Chorda Overstreeta, tradiční koleda „The First Noël“ v podání Melissy Benoist a „Have Yourself a Merry Little Christmas“, původně z filmu Meet Me in St. Louis, v podání Benoist, Sallinga, Artista, Overstreeta, Morris, Crisse, Colfera a členů sboru.

## Hudba

### Vystoupení
Písně, které zazněly v epizodě, se objevily na vánočním albu Glee: The Music, The Christmas Album, Volume 3, které bylo vydáno dne 11. prosince 2012. Díky tomu nebyly písně vydány jako singly.

### Umístění v hitparádách
Vánoční album se umístilo na 20. místě v hitparádě Billboard 200.